# Oyedaea cuatrecasasii
Oyedaea cuatrecasasii là một loài thực vật có hoa trong họ Cúc. Loài này được Pruski mô tả khoa học đầu tiên năm 1999.